# 戰隊系列Ｘ假面騎士SPECIAL LIVE In Taiwan
戰隊系列Ｘ假面騎士SPECIAL LIVE In Taiwan，是由2010年至2014年由台灣及日本聯合舉辦的超級戰隊系列和假面騎士系列的大型舞台劇，大多在每一年的9月份舉辦，道具皆由日本原裝搬來台灣，並納入台灣在地文化，量身訂做的劇情。2010年剛開始時並沒有假面騎士登場，直到第二年才有假面騎士登場。

## 表演概述

### 2010年
- 日期：2010年7月16日～7月18日
- 時間：13:00（17日、18日）、19:00（16日）
- 地點：台北國際會議中心
- 登場英雄：魔法戰隊魔法連者、獸拳戰隊激氣連者、炎神戰隊轟音者
- 登場敵人：
- 客演嘉賓：小鬼

### 2011年
- 日期：2011年9月30日～10月2日
- 時間：11:00、15:00、19:00（日本語場9月30日限定）
- 地點：台大體育館
- 登場英雄：假面騎士1號、假面騎士2號、假面騎士電王、假面騎士Kiva、假面騎士Saga、炎神戰隊轟音者、侍戰隊真劍者
- 登場敵人：害地大臣、總理大臣、害地副大臣、修卡

### 2012年
- 日期：2012年9月15日～9月16日
- 時間：11:00、15:00、19:00（日本語場15日限定）
- 地點：台北國際會議中心
- 登場英雄：假面騎士Decade、假面騎士Diend、假面騎士W、假面騎士Accel、侍戰隊真劍者、海賊戰隊豪快者
- 登場敵人：
- 中場表演：桃太洛斯、修卡戰鬥員

### 2013年
- 日期：2013年9月21日～9月22日
- 時間：11:00、15:00、19:00（日本語場21日限定）
- 地點：台北國際會議中心
- 登場英雄：假面騎士1號、假面騎士2號、假面騎士電王、假面騎士W、假面騎士Accel、假面騎士OOO、假面騎士Birth、赤連者、海賊戰隊豪快者、特命戰隊Go Busters
- 登場敵人：修卡、貪婪怪人卡佳里、Enter、殘虐、司令官華魯斯‧基爾、參謀長達瑪拉斯、巴利佐格、巴斯克・達・朱羅基亞
- 中場表演：Suite 光之美少女

### 2014年
- 日期：2014年11月1日～11月2日
- 時間：10:30、13:00、16:00（本次無日語場）
- 地點：花博公園舞蝶館
- 登場英雄：獸電戰隊強龍者、特命戰隊Go Busters、假面騎士OOO、假面騎士Birth、假面騎士Fourze
- 登場敵人：修卡、宙體闇使、亡領軍、亡領·冰河期、怒之戰騎·多科多、哀之戰騎·獃賈隆
- 中場表演：Smile 光之美少女

## 外部連結
- 官方網站